# 206-я пехотная дивизия (вермахт)
206-я пехотная дивизия — тактическое соединение сухопутных войск вооружённых сил нацистской Германии периода Второй мировой войны.

## Формирование и боевой путь
В июне 1940 года — на Западе, в июле 1940 года была расформирована (оставлен костяк дивизии).
В мае 1941 года была восстановлена на Востоке.
В конце октября 1942 года находилась на Ржевском плацдарме в составе 23-го армейского корпуса 9-й армии.
В сентябре — ноябре 1943 года оборонялась под Витебском.
В июле 1944 года дивизия была уничтожена в группе армий «Центр». Командир генерал-лейтенант Альфонс Алоис Хиттер (взят в плен в Витебске 28 июня 1944 года).

### Боевые эпизоды в военных мемуарах
9-я армия под командованием генерал-полковника Штрауса наступала на Ржев. 13 октября 206-я пехотная дивизия на правом фланге XXIII корпуса выдвинулась севернее железной дороги Оленино — Ржев. В авангарде шёл усиленный разведывательный отряд 206-й пехотной дивизии под командованием ротмистра Вайткуната. Вражеское сопротивление у Лаптево было сломлено и противник был отброшен ещё до подхода к своим укрепленным позициям.— Хорст Гроссман

В полосе наступления 361-й дивизии на заранее подготовленном рубеже Еруново, Копыряне оборонялся вражеский 312-й пехотный полк 206-й пехотной дивизии. Части дивизии имели большой боевой опыт. 

Наиболее сильный опорный пункт на переднем крае вражеской обороны был оборудован в деревне Елизаветино на шоссе Торжок — Ржев. Опорные пункты подразделений поддерживались артиллерией, огневые позиции которых находились в районе Конышково, Павлушково.

Местность в полосе наступления дивизии была среднепересеченной, открытой. Вражеские опорные пункты располагались на господствующих высотах.— Василевский А.А.:21-я гвардейская
Положение сторон в конце 1941-начале 1942

1200-й полк 361-й стрелковой дивизии, сбив противостоящие подразделения белофиннов, продвигался на юг и к утру 29 декабря 1941 года подошёл к опорному пункту Храпыни Старицкий район, где был остановлен организованным огнём подошедших подразделений 214-го полка 206-й пехотной дивизии. В это время на северо-западную окраину Храпыня вышли подразделения левофлангового полка 355-й дивизии. Во взаимодействии с соседом ударом во фланг и тыл полк разгромил противника в опорном пункте Храпыни, а затем и в Грешнево.— Василевский А.А.:21-я гвардейская

## Командующие
- генерал-лейтенант Гуго Хёфль (1 сентября 1939 — 10 июля 1942)
- генерал-лейтенант Альфонс Хиттер (10 июля 1942 — 13 июля 1943)
- генерал-майор Карл Андре (13 июля 1943 — 14 сентября 1943)
- генерал-лейтенант Альфонс Хиттер (14 сентября 1943 — 28 июня 1944) (попал в плен)

## Боевой состав

### по состоянию на 23-29 декабря 1941 года
- 214-й пехотный полк[2]
- 312-й пехотный полк[2]